# Carpathobyrrhulus tatricus
Carpathobyrrhulus tatricus là một loài bọ cánh cứng trong họ Byrrhidae. Loài này được Mroczkowski miêu tả khoa học năm 1957.